# Вулиця Фізулі (Баку)
Вулиця Фізулі (азерб. Füzuli küçəsi) — вулиця в столиці Азербайджану — місті Баку, що простягається з південного заходу на північний схід. Є однією з центральних вулиць міста. Носить ім'я відомого поета XVI століття Мухаммеда Фізулі. Зі сходу до вулиці прилягає проспект Азадлиг і площа Джафара Джаббарли, з заходу — площа Фізулі, а з півдня — нещодавно прокладений Зимовий бульвар.

## Історія вулиці
Вулиця з'явилася в XIX столітті і називалася Балаханською вулицею (Балаханською дорогою). В середині XIX століття, коли Баку було ще повітовим містом, Балаханська вулиця була північною межею східної частини форштадту Баку В цей період вона ще тільки намічалася. Порівняно зі Сураханською вулицею, яка перетинала форштадт у напрямку з заходу на схід, роль Балаханської вулиці була виражена в плануванні слабо.
Поява в другій половині XIX століття промислового району — Чорного міста, а потім залізничної станції сприяла розвитку нових, більш жвавих районів у східній частині міста. До них відносилася мережа вулиць у широтному напрямку, однією з яких була і Балаханська вулиця. До кінця XIX століття район поблизу Балаханської вулиці Канні-тепе з роздрібною торгівлею, кустарними і ремісничими рядами і під впливом вокзалу та залізничної станції, швидко розвивався в північному напрямку.

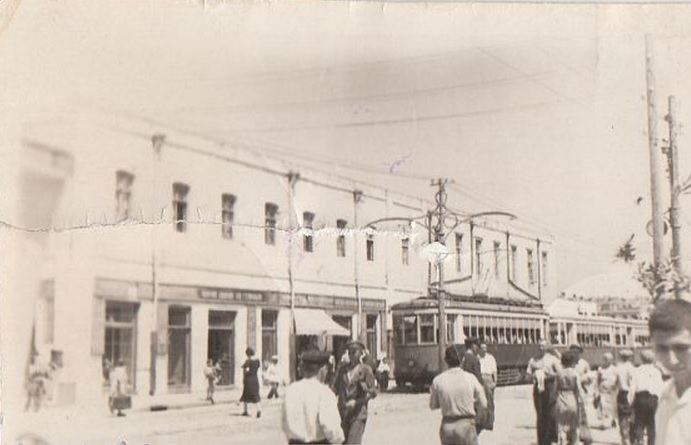
Вулиця Басіна в 20-х роках XX століття

До початку XX століття Балаханська вулиця, що мала довжину 1350 м, була майже суцільно забудована одноповерховими лавками. Виняток становили кілька триповерхових будинків і велика будівля чоловічої гімназії, побудована за проєктом цивільного інженера Костянтина Борисоглібського в 1911—1913 роках. Як магістраль Балаханська вулиця не являла великої цінності. Ширина вулиці коливалася і місцями доходила до декількох метрів.
У радянські роки вулицю, що була однією з головних магістралей міста, було перейменовано на честь одного з 26 бакинських комісарів Меєра Басіна. У 20-х роках по цій вулиці почали прокладати трамвайну колію.
2001 року, згідно з розпорядженням Кабінету Міністрів Азербайджанської Республіки про історичні і культурні пам'ятки, будівлю колишньої чоловічої гімназії (нині — будинок Центральної клінічної лікарні № 4) було оголошено «пам'яткою історії і культури національного значення», і ще 13 будівель розташованих на вулиці — місцевого значення: це будівлі № 27 (побудований 1905 року), 33 (1894 року), 39 (1908 року), 58 (1908 року), 59 (1898 року), 63, 71 (1980 року), 75 (1899 року), 77 (1901 року), 79 (1905 року) і 81 (1910 року).

### Реконструкція і будівництво «Зимового бульвару»
2009 року президент Азербайджану Ільхам Алієв дав розпорядження побудувати парковий комплекс, що охоплює територію від Палацу імені Гейдара Алієва до площі Фізулі. У лютому 2010 року на вулиці Фізулі почали зносити старі будинки. Зокрема знесено історичний архітектурний триповерховий будинок, що виходить фасадом на площу Фізулі, а також фасад архітектурного житлового будинку, під номером 58, спорудженого на початку XX століття.
Мешканцям будинків, що зносилися пропонували компенсацію 1500 манат за квадратний метр. Незгодні ж із розміром виплат люди противилися знесенню будинків, що призводило до протестів та сутичок між мешканцями і робітниками. До 2012 року багато старих будівель на вулиці Фізулі було вже знесено.
На початку 2013 року через розширення вулиці будинок під номером 39, що належав колись відомому бакинському нафтопромисловцеві Іса-беку Гаджинському, було вирішено зберегти як цінну історичну та архітектурну пам'ятку і пересунути на 10 метрів. Перенесенням будівлі займалася нідерландська компанія Bresser Eurasia. Таким чином, 27 квітня 2013 року процес перенесення будинку, маса якого 18 тисяч тонн, було завершено. Це була перша пересунута будівля в Азербайджані і найважча в світі.
10 травня 2013 року відбулося відкриття «Зимового бульвару», побудованого між вулицями Фізулі і Мірзаги Алієва в Баку. У церемонії відкриття взяли участь президент країни Ільхам Алієв, його дружина Мехрібан Алієва і члени їх сім'ї. «Зимовий бульвар», що охоплює 7 га території, довжиною 1 км і шириною 150 м, став найбільшим парком у межах міста Баку.

## Будівлі на вулиці
Червоним виділено втрачені споруди
| Будівля                                                                               | Фотографія                      | Архітектор                  | Рік проєктування | Рік побудови | Адреса                                   | Примітки                                                                                                   |
| ------------------------------------------------------------------------------------- | ------------------------------- | --------------------------- | ---------------- | ------------ | ---------------------------------------- | --- |
| Корпус Михайлівської лікарні (пізніше Пологового будинку № 1 імені Мешаді Азізбекова) | Файл:Дом на улице Физули 31.jpg | Зівер бек Ахмедбеков        | 1912             | 1912-1913    | 31                                       | Знесено на початку 2010-х під час реконструкції вулиці                                                     |
| Чоловіча гімназія (нині — будинок Центральної клінічної лікарні № 4)                  |                                 | Костянтин Борисоглібський   | 1910             | 1911-1913    | 61                                       | |
| Одноповерхова крамниця                                                                |                                 | Мешаді Мірза Кафар Ізмайлов | 1886             | 1886         |                                          | |
| Одноповерхова крамниця                                                                |                                 | Мешаді Мірза Кафар Ізмайлов | 1889             | 1891         |                                          | |
| Двоповерховий житловий будинок                                                        |                                 | Мешаді Мірза Кафар Ізмайлов | 1890             | 1891         | кут Балаханської і Каспійської вулиць    | |
| Одноповерхова крамниця                                                                |                                 | Мешаді Мірза Кафар Ізмайлов | 1890             | 1891         |                                          | |
| Двоповерховий житловий будинок                                                        |                                 | Мешаді Мірза Кафар Ізмайлов | 1891             | 1892         | кут Красноводської і Балаханської вулиць | |
| Триповерховий житловий будинок                                                        | Файл:Дом на улице Физули 33.jpg | Іван Едель                  | 1892             | 1894         | 33                                       | Знесено на початку 2010-х під час реконструкції вулиці                                                     |
| Двоповерховий житловий будинок                                                        |                                 | Фердинанд Лемкуль           | 1887             | 1889         |                                          | |
| Двоповерховий житловий будинок                                                        |                                 | Йосип Плошко                | 1899             | 1900         | 75                                       | |
| Триповерховий житловий будинок                                                        | Файл:Дом на улице Физули 27.jpg |                             |                  | 1905         | 27                                       | Знесено на початку 2010-х під час реконструкції вулиці                                                     |
| Житловий будинок (також колишня бібліотека імені Азізбекова)                          |                                 |                             |                  | 1908         | 39                                       | Будинок належав Іса-беку Гаджинському. Був переміщений на 10 метрів 2013 року під час реконструкції вулиці |
| Житловий будинок                                                                      |                                 |                             |                  |              | 45                                       | Знесено на початку 2010-х під час реконструкції вулиці                                                     |
| Житловий будинок                                                                      |                                 |                             |                  |              | 52                                       | Знесено на початку 2010-х під час реконструкції вулиці                                                     |
| Житловий будинок                                                                      | Файл:Дом на улице Физули 58.jpg |                             |                  | 1908         | 58                                       | Знесено на початку 2010-х під час реконструкції вулиці                                                     |
| Житловий будинок                                                                      | Файл:Дом на улице Физули 59.jpg |                             |                  | 1898         | 59                                       | Знесено на початку 2010-х під час реконструкції вулиці                                                     |
| Житловий будинок                                                                      |                                 |                             |                  |              | 63                                       | |
| Будівля будівельного банку                                                            |                                 |                             |                  | 1980         | 71                                       | |
| Житловий будинок                                                                      |                                 |                             |                  | 1901         | 77                                       | |
| Житловий будинок                                                                      |                                 |                             |                  | 1905         | 79                                       | |
| Житловий будинок                                                                      |                                 |                             |                  | 1910         | 81                                       | |